# Chūgoku
Chūgoku-regionen (中国地方 Chūgoku-chihō) er en region i Japan. Regionen omfatter den østligste del af den centrale del af øen Honshū, Japans største ø. Regionens største by er Hiroshima.
Området består af fem præfekturer: 
- Tottori
- Shimane
- Okayama
- Hiroshima
- Yamaguchi

## Eksterne links
- Wikimedia Commons har flere filer relateret til Chūgoku

35°03′00″N 134°04′00″Ø / 35.05°N 134.06666666667°Ø